# Eupithecia parallelaria
Eupithecia parallelaria là một loài bướm đêm trong họ Geometridae.